# بنيامين فرانكلين بتلر
بنيامين فرانكلين بتلر (بالإنجليزية: Benjamin Franklin Butler)‏ (17 ديسمبر 1795 - 8 نوفمبر 1858) هو محامي بارز من ولاية نيويورك. وكان الحليف المهني والسياسي لمارتن فان بيورين، ومن بين العديد من المناصب الانتخابية والتعيينات التي شغلها كان منصب النائب العام للولايات المتحدة ووكيل وزارة العدل للمنطقة الجنوبية من نيويورك. وكان أيضا مؤسس جامعة نيويورك وأحد مؤسسي مدرسة قرية الأطفال في مدينة نيويورك.